# Festival mondiale della canzone popolare
Il festival mondiale della canzone popolare (世界歌謡祭?, Sekai Kayōsai), noto anche con la denominazione inglese di World Popular Song Festival, fu un concorso musicale internazionale giapponese organizzato annualmente dalla Yamaha Music Foundation di Tokyo tra il 1970 e il 1987.
Un'ulteriore edizione, nel 1989, non ebbe caratteristica competitiva ma fu tenuta solo a scopo benefico.
Per via dello sponsor che lo organizzava fu chiamato anche Yamaha Music Festival e, informalmente, «Eurofestival d'Oriente».
La prima edizione ha avuto luogo il 20, 21 e 22 novembre 1970, con 37 paesi provenienti da tutti i continenti. Il concorso è stato annullato nel 1988 a causa della malattia dell'Imperatore Showa, mentre l'ultima edizione prima della chiusura ufficiale è stata un concerto di beneficenza per l'UNICEF.
Molti nomi affermati e artisti emergenti hanno tentato la loro fortuna al WPSF: tra essi un embrione degli ABBA (che sotto il nome "Björn & Benny", con cori non accreditati delle loro partner Agnetha e Anni-Frid, presentò, con scarso successo, il brano Santa Rosa), Céline Dion (premio come miglior canzone nel 1982), Bryan Adams (partecipazione nel 1982), Tina Charles, Eros Ramazzotti, Mia Martini, Matia Bazar, Gianna Nannini, Paolo Mengoli, Al Bano & Romina Power, Demis Roussos, Bonnie Tyler, La Toya Jackson, gli Erasure, Cissy Houston, Alice.
Tra i numerosi premi attribuiti nel corso della manifestazione, si segnala la vittoria nel 1977 di Mia Martini con Ritratto Di Donna che vince il premio per il miglior canto.

## Palmarès
| Anno | Paese       | Interpreti                    | Brano                               |
| ---- | ----------- | ----------------------------- | ----------------------------------- |
| 1970 | Israele     | Hedva & David                 | I Dream of Naomi                    |
| 1971 | Francia     | Martine Clémenceau            | Un jour l'amour                     |
| 1971 | Giappone    | Tsunehiko Kamijo e Rokumonsen | Tabidachi no uta                    |
| 1972 | Regno Unito | Capricorn                     | Feeling                             |
| 1972 | Giamaica    | Ernie Smith                   | Life is Just for Livin'             |
| 1973 | Italia      | Gilda Giuliani                | Parigi a volte cosa fa              |
| 1973 | Stati Uniti | Shawn Phillips                | All the Kings and Castles           |
| 1973 | Regno Unito | Keeley Ford                   | Head over Heels                     |
| 1974 | Norvegia    | Ellen Nikolaysen              | You Made Me Feel I Could Fly        |
| 1975 | Messico     | Mister Loco                   | Lucky Man                           |
| 1975 | Giappone    | Miyuki Nakajima               | Jidai (Time Goes Around)            |
| 1976 | Italia      | Franco & Regina               | Ammore mio                          |
| 1976 | Giappone    | Sandy                         | Goodbye Morning                     |
| 1977 | Regno Unito | Rags                          | Can't Hide My Love                  |
| 1977 | Italia      | Mia Martini                   | Un Ritratto di Donna                |
| 1977 | Giappone    | Masanori Sera and Twist       | Anta no ballade                     |
| 1978 | Regno Unito | Tina Charles                  | Love Rocks                          |
| 1978 | Giappone    | Hiroshi Madoka                | Musoubana (Fly on All the Way)      |
| 1979 | Regno Unito | Bonnie Tyler                  | Sitting on the Edge of the Ocean    |
| 1979 | Giappone    | Crystal King                  | Daitokai (In the City of Strangers) |
| 1980 | Stati Uniti | Mary Macgregor                | What's the Use?                     |
| 1981 | Cuba        | Osvaldo Rodríguez             | Digamos que más da                  |
| 1982 | Stati Uniti | Anne Bertucci                 | Where Did We Go Wrong               |
| 1982 | Indonesia   | Anton Issoedibyo              | Lady                                |
| 1983 | Ungheria    | Newton Family                 | Time Goes By                        |
| 1984 | Canada      | France Joli                   | Party Lights                        |
| 1985 | Argentina   | Valeria Lynch                 | Rompecabezas                        |
| 1986 | Stati Uniti | Stacy Lattisaw                | Longshot                            |
| 1987 | Australia   | Pseudo Echo                   | Take on the World                   |

## Premi
- Gran premio internazionale
- Gran premio nazionale giapponese (dal 1975 al 1979)
- Premio per la migliore esibizione (MOPA)
- Premio per l'esibizione (OPA)
- Premio per la migliore canzone (OSA)
- Premio Kawakami